# Carrer del Doctor Pi i Molist
El carrer del Doctor Pi i Molist és un carrer barceloní del districtes de Nou Barris. Està dedicat al doctor Emili Pi i Molist, eminent metge i psiquiatre barceloní del segle xix, i primer director de l'Institut Mental de la Santa Creu situat l'extrem final del carrer.
Comença com una cruïlla del passeig de Fabra i Puig, davant de la plaça del Virrei Amat i a un costat de l'església de Santa Eulàlia de Vilapicina. Aquí és on comença la numeració de les cases. Traça una línia recta en direcció nord-nord-oest, separant els barris del Turó de la Peira (a l'oest) i Porta (a l'est). Després, d'uns cinc cents metres arriba a la plaça de las Madres de la Plaza de Mayo i allà, a la cruïlla amb el passeig de Verdum, acaba el tram pavimentat per a vehicles. Nogensmenys, segueix com a carrer de vianants, ara dins del barri de la Guineueta, fins a la plaça Major de Nou Barris. Aquí s'hi troba l'edifici de l'antic Institut Mental de la Santa Creu, actual seu del districte de Nou Barris i biblioteca.
Antigament s'anomenava carretera del Manicomi, pel seu traçat que condueix cap a l'edifici d'aquesta institució psiquiàtrica.